# Bathyphantes bishopi
Bathyphantes bishopi är en spindelart som beskrevs av Ivie 1969. Bathyphantes bishopi ingår i släktet Bathyphantes och familjen täckvävarspindlar. Inga underarter finns listade.